# Corrimiento de tierra de Antioquia

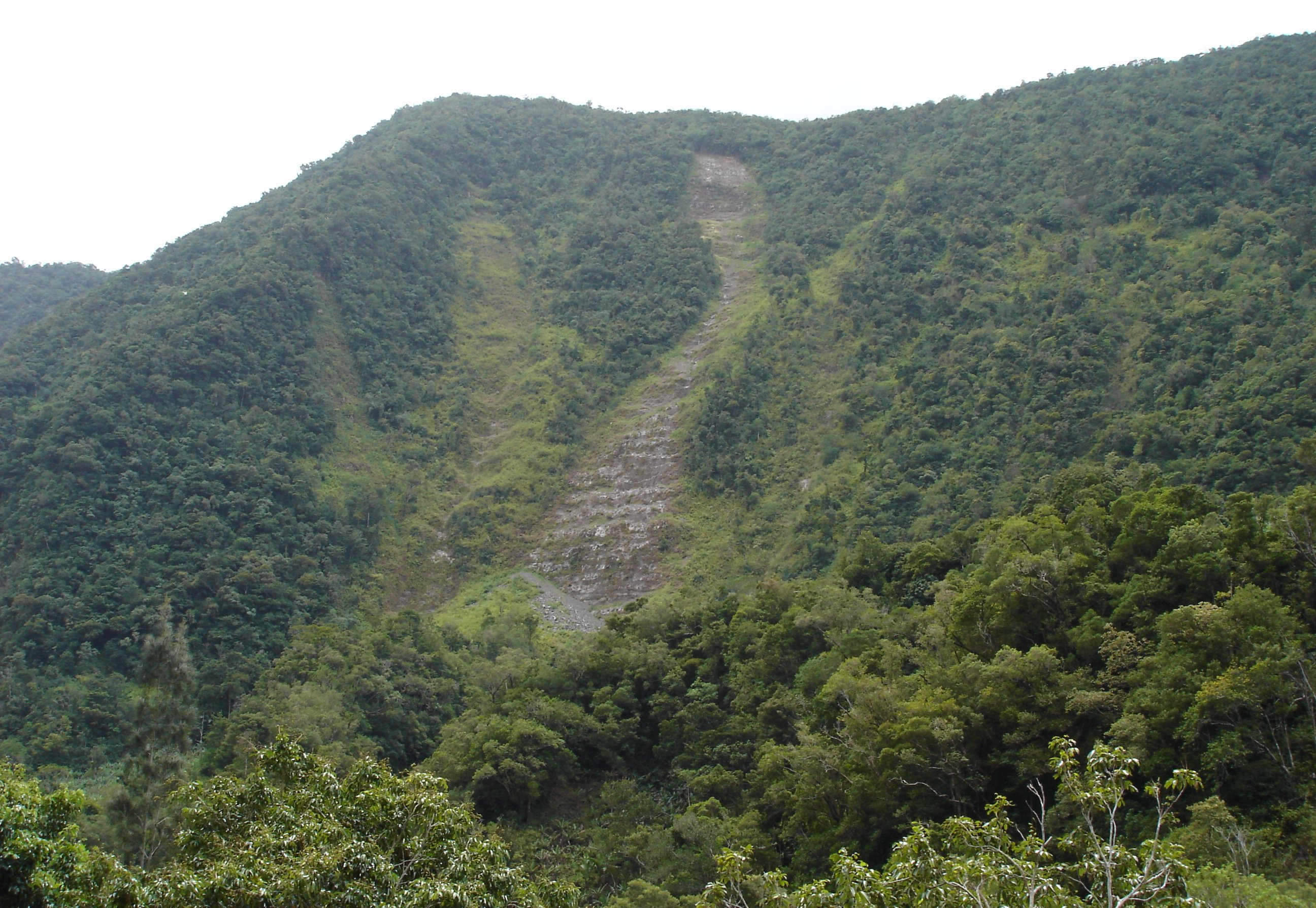
Un Corrimiento de tierra.

El corrimiento de tierra en el municipio de Giraldo, Antioquia ocurrió en la tarde del 28 de septiembre de 2010, causando que entre veinte y treinta personas quedaran atrapadas bajo toneladas de tierra y piedras en la Autopista Paralela al Mar.

## Hechos
La tragedia ocurrió por un deslizamiento de grandes proporciones ocurrido en la vereda El Tambo, del municipio de Giraldo, Occidente antioqueño, a las 3:30 de la tarde. 
Un deslave previo bloqueó la Autopista paralela al mar, que comunica a Medellín con el Urabá antioqueño. A pesar de que autoridades policiales resguardaban el sitio para evitar el paso de los civiles, estos hicieron caso omiso a las advertencias y minutos después de bloqueado el camino se registró otro deslizamiento que atrapó a entre veinte y treinta personas incluidos los policías.

## Acciones de autoridades
Horas después de conocido el incidente, Juan Manuel Santos, presidente de Colombia, arribó al lugar de la desgracia para coordinar las acciones de rescate, en entrevista a los medios locales dijo:

"Es muy lamentable. Lo primero que tengo que decir es: nuestro corazón está con las familias de las personas que están en este momento desaparecidas. Estamos haciendo todos los esfuerzos para localizarlas. Decirles que el Gobierno Nacional, el gobierno departamental, el gobierno municipal no van a ahorrar esfuerzos para que esta situación se normalice a la mayor brevedad posible"